# 沙湾区

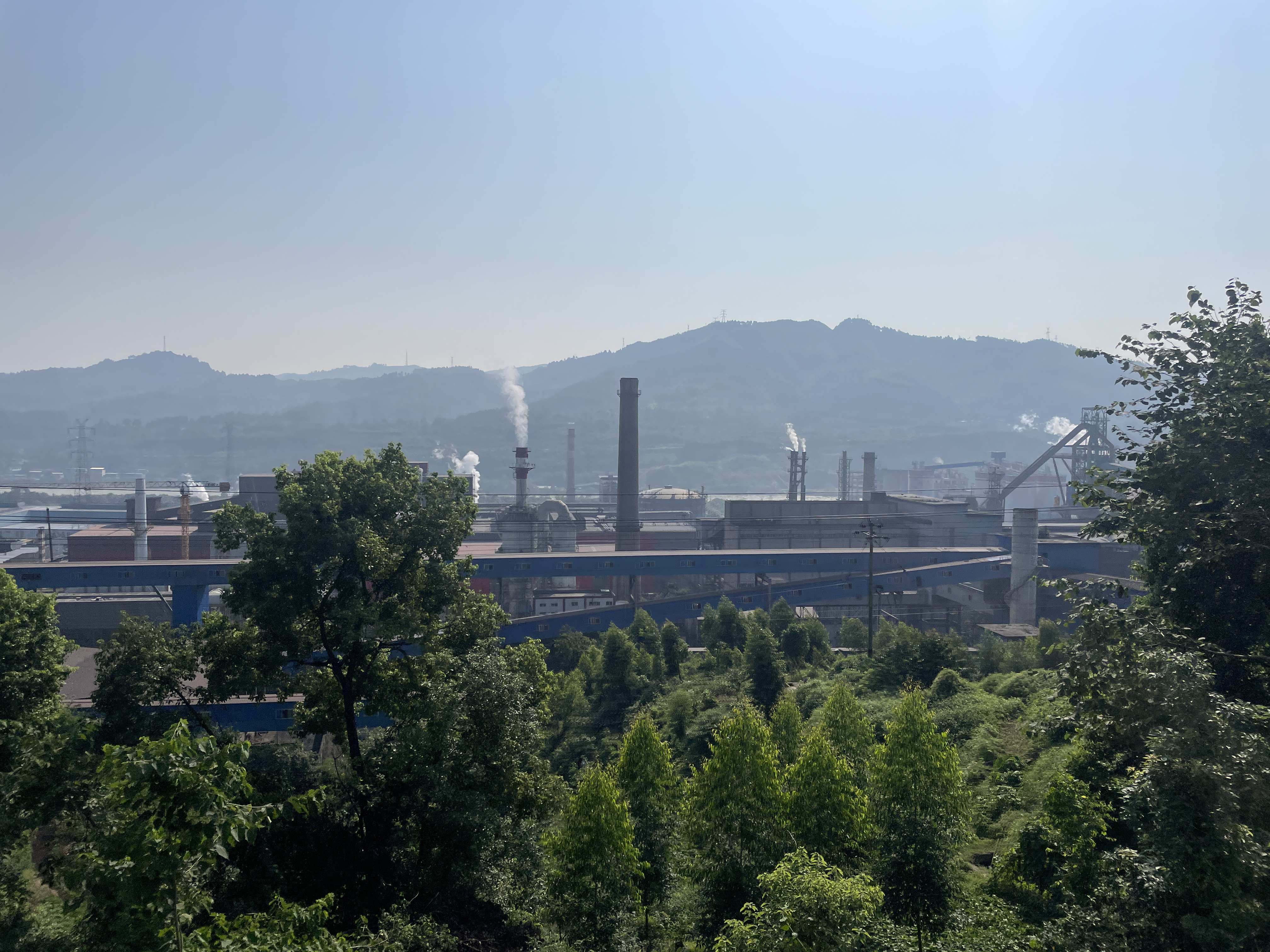
德胜集团钒钛有限公司

沙湾区，地处四川盆地西南边缘，1985年乐山撤地建市时，沙湾区成县级市辖区。全区幅员面积618平方公里，辖8镇5乡1个办事处，146个行政村，21个社区居委会，现有人口21万（其中非农业人口7.73万人，农业人口13.27万人）。区境内海拔最高2027米，最低367米，城区海拔406米。境内地貌以山地为主，地形复杂，气候多样。年平均气温17.4℃，年平均降雨量1430毫米。大渡河境内流长77.5公里，流域面积369.35平方公里。 
沙湾区资源概况：区境内石灰石、钾长石、高岭土等矿藏富甲大西南。区境内现有3个水电站和1个火电站，装机容量143万千瓦；年产煤130万吨，天然气已形成日供气130万立方米的能力。
城区有郭沫若旧居；境内有国家级森林公园——美女峰森林公园，有首批全国工业旅游示范点——铜街子、龚嘴电站，有大渡河漂流等项目和范店“一线天”等自然奇观。沙湾是“名山、名佛、名人、名城”的重要组成部分，2003年被列入“成都-乐山-沙湾-峨眉”三日游精品线路之一。 

## 历史沿革
建制始设于唐玄宗天宝元年（公元742年），号“拓林镇兵”，位于今乐山监狱（原中川纸厂）外的富样建材有限公司（原乐山市水泥厂）处。唐德宗贞元九年（公元793年），城栅被吐蕃军焚毁。唐僖宗乾符二年（公元875年），高骄为剑南西川节度使修复城平栅将镇移至姚河坝，因当地广生楠树且成林，故将镇名改称南（楠）林镇，另有一说因地处峨眉山南麓而名“南陵”，故亦称“南陵”镇。南宋诗人四川制置史范成大，在淳熙四年离任回京前，曾作峨眉三山游，写下赞誉峨眉三山的诗篇，评“南陵”地处“灵山秀山水，沙岸湾环处”。清乾隆五十一年（公元 1786年），南陵镇没于大水，镇始移于今址，由于在“灵山秀水，沙岸湾环”处建场，故名“沙湾”，沿袭至今。

## 行政区划
沙湾区下辖1个街道办事处、8个镇：
铜河街道、沙湾镇、嘉农镇、太平镇、福禄镇、牛石镇、葫芦镇、踏水镇和轸溪镇。
沙湾区在1949年前属乐山县管辖，1925防区制时辖观峨、映碧二乡，其范围有老鸦、范店、五渡、铜茨、牛石、葫芦、轸溪、沙湾、新农、王场、嘉农等，1936年改为二区区公所，后改为四区区公所至1949年。1949年12月19日，沙湾和平移交于中国共产党政权管辖。1952年建政时将第九区的许家乡划归乐山县管辖，同时一部分并入红阳乡，一部分并入石林乡。1954年建社时，将犍为县第九区的踏水乡划归乐山县管辖。1956年合作化时，将老鸦乡、五渡乡划归峨边县管辖。1984年将新农乡的新和、新农、新堰、新沟四个村划归峨眉县乐都镇管辖。沙湾是乐山县第七区，1978年建立乐山市（县级）时改为沙湾区，1985年撤地建市为乐山市的直辖区，将原乐山市（县级）沙湾区的沙湾、范店、龚嘴、轸溪、葫芦、四峨、罗亦乡和沙湾镇，安谷区的太平、碧山、观榜、踏水乡和太平镇，福禄区的红阳、福桶、谭坝、福禄、铜茨、牛 石乡和福禄镇，苏稽的嘉农、新农共22个乡镇划归县级乐山市沙湾区管辖。1992年9月经省政府批准撤销沙湾、转溪、四峨、嘉农、新农、葫芦、罗亦、红阳、福桶、观榜等10个乡。沙湾乡并入沙湾镇，轸 溪。四峨、葫芦乡合并组建葫芦镇，嘉农、新农乡合并组建嘉农镇，红阳、福楠乡并入福禄镇，观榜乡并入碧山乡，罗亦乡的罗亦溪村、塘村并入太平镇，沫江、廖湾村划归谭坝乡，原福禄镇所辖狮公嘴划归铜茨乡管辖。至此，沙湾区调整为沙湾镇、嘉农镇、太平镇、乡、碧山乡、铜获乡、谭坝乡、范店乡共7镇5乡。1995年 7月24日，经四川省政府批准，沙湾区新建轸溪乡，辖原葫芦镇所属轸溪乡的行政区区域。2000年3月29日，经四川省政府批准，撤销踏水乡，建立踏水镇。2004年底，全区共有5个乡8个镇。

## 交通
- 成昆铁路、峨广铁路、 348国道、 103省道穿越全境。运输线路总长度达371公里。城区距成乐高速公路入口仅24公里，距乐山大佛37公里，距峨眉山19公里。